# Pressoirs Vaslin
Les pressoirs Vaslin sont des pressoirs à vins inventés et réalisés à partir de 1856 à Martigné Briand (49) par Joseph Vaslin puis par ses descendants.
Ils ont la particularité d'être des pressoirs horizontaux : leur vis est horizontale, ce qui les distingue des pressoirs traditionnels, dont la vis était verticale.

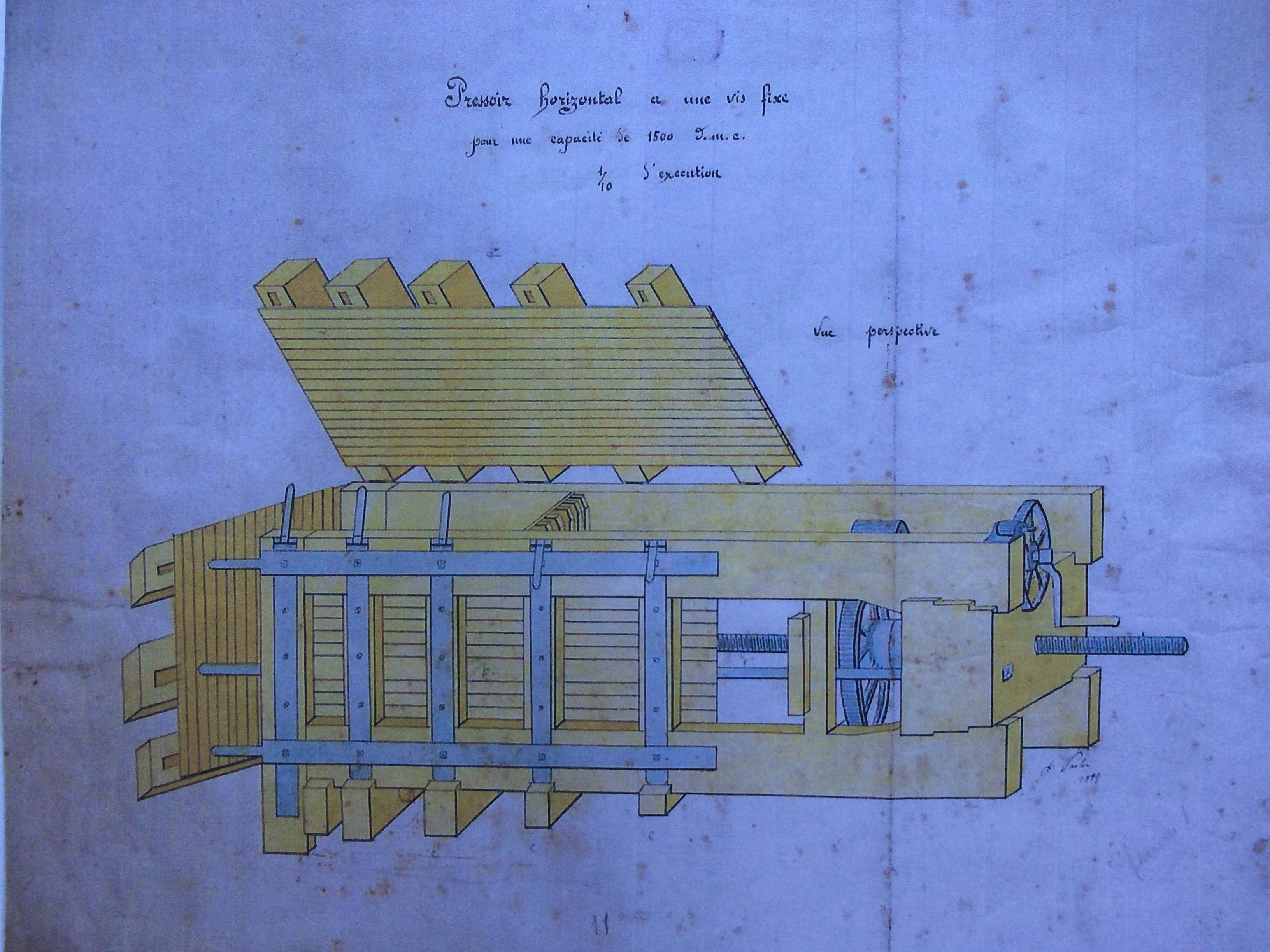
Dessin accompagnant le brevet n°30621 déposé le 31 janvier 1857

## Historique
Monsieur Joseph Vaslin (1800-1876) Compagnon forgeron depuis 1820 ainsi qu'en témoigne le « livret de compagnon » délivré par le Maire de la commune, dirigeait au début de la seconde moitié du XIXe siècle un petit atelier de forge et de mécanique agricole dans le bourg de Martigné Briand (49).
Après les vendanges de 1855, il a l'idée de fabriquer un nouveau pressoir, un pressoir horizontal. Ce pressoir est en bois à cage carrée fixe, sans re-bêchage automatique; d'abord à une vis au début de 1856.
Un brevet est délivré à Joseph Vaslin le 31 janvier 1857 pour « un pressoir à vis horizontale » sous le numéro 30621.

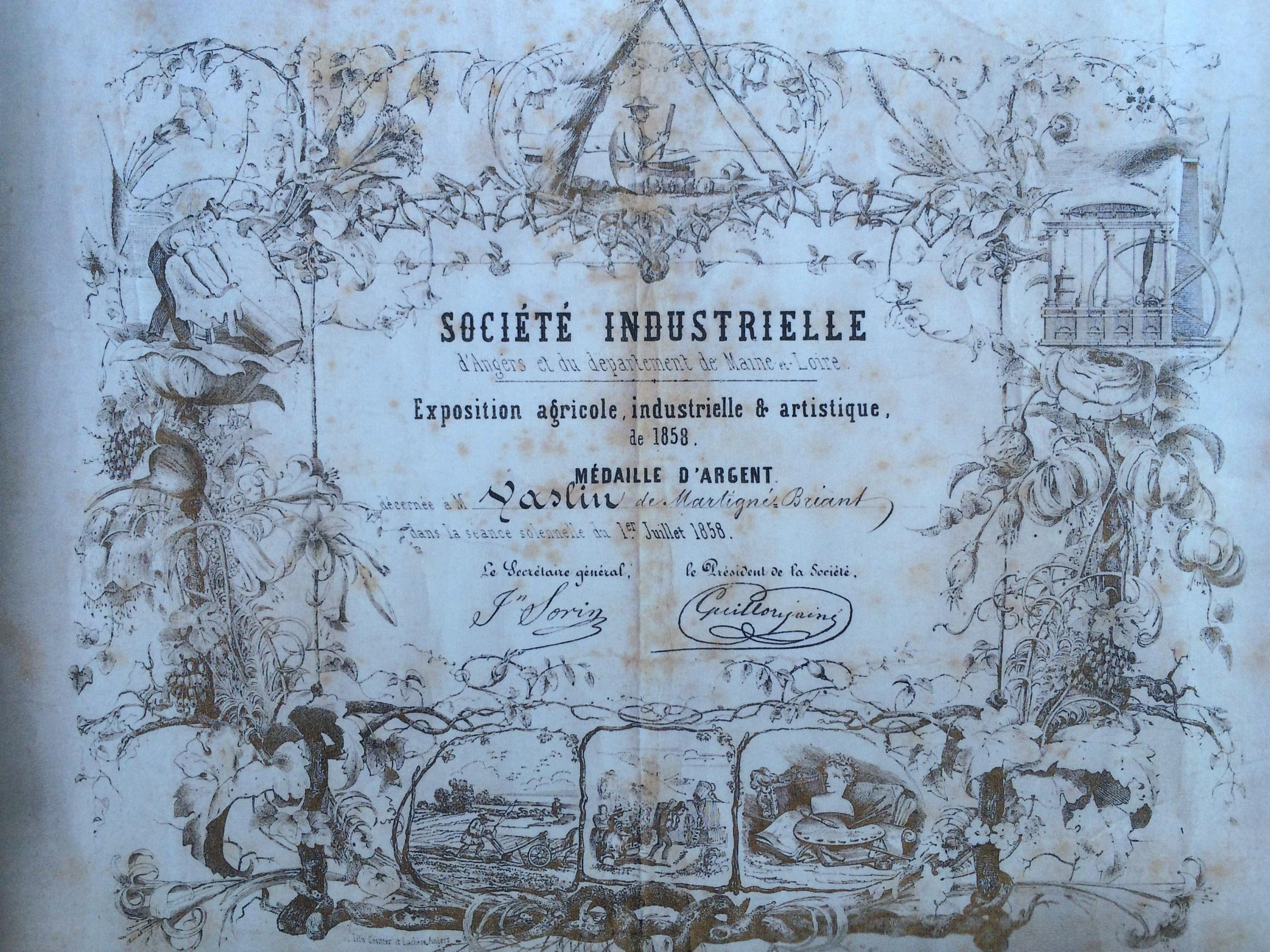
Médaille d'argent Vaslin 1858

Joseph Vaslin reçoit pour cette invention la Médaille d'argent de l'Exposition agricole, industrielle et artistique organisée en 1858 par la Société industrielle d'Angers et du département de Maine-et-Loire.
Ce pressoir est constitué par une cage carrée en bois fixe dans laquelle se meut un seul plateau poussé par une ou deux vis. Ces vis sont manœuvrées de l'extérieur de la cage par l'intermédiaire d'une manivelle dont la position permet d'obtenir deux démultiplications.
Une porte s'ouvrant sur le dessus de la cage est utilisée pour le chargement du pressoir, tandis que par une autre porte, en bout cette fois, sont effectués l'évacuation des marcs et leur re-bêchage à la main.
Après le décès de Joseph Vaslin (1800-1876) son fils Joseph Vaslin (1840-1923) puis son petit-fils Joseph Vaslin (1878-1947) continuent et améliorent la fabrication.
Après la guerre 1914-18, Joseph Vaslin (1878-1947) commence la fabrication d'un pressoir à cage ronde fixe, dans laquelle un plateau se déplace sous l'action d'une vis extérieure à deux multiplications selon la position de la manivelle, cette forme assurant une meilleure répartition de la pression. D'abord manuels, ces pressoirs sont ensuite mécanisés à partir de 1921.

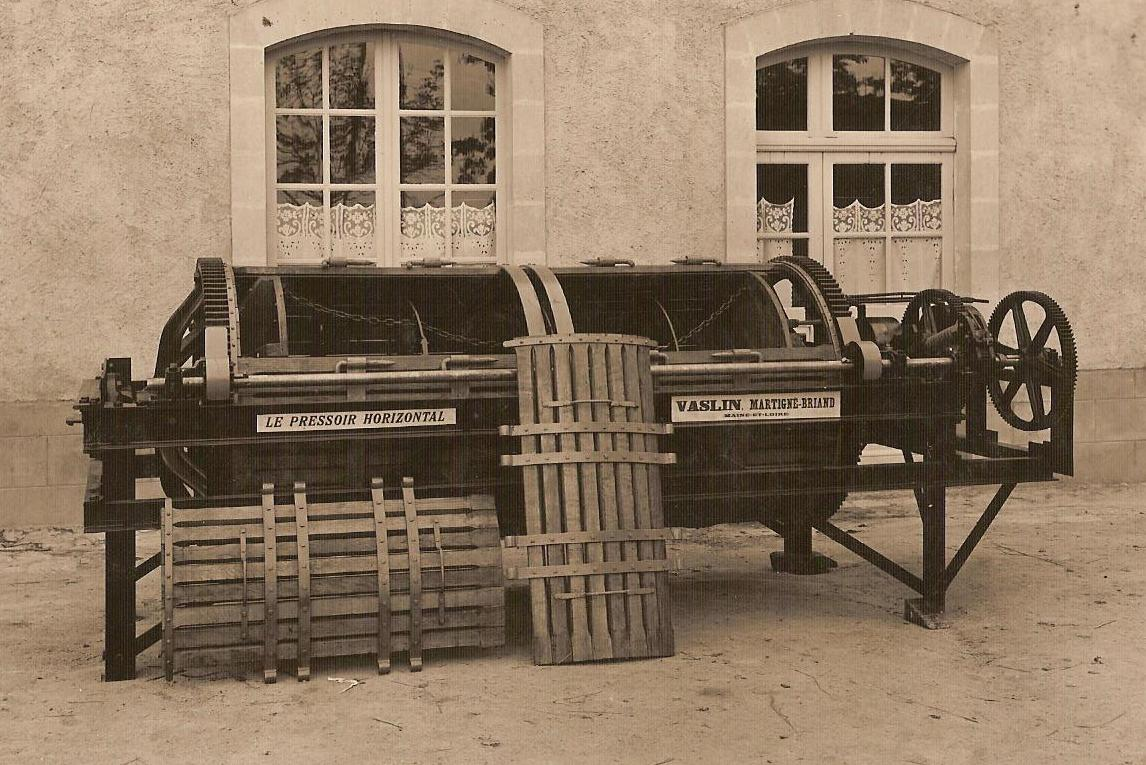
Pressoir Vaslin, à cage tournante et béchage automatique, 1925

En 1925, une nouvelle amélioration est apportée : la cage devient tournante. La vis centrale est fixe et deux plateaux circulaires dont les moyeux sont constitués d'écrous avec pas de vis inversés, se rapprochent l'un de l'autre par la rotation de la cage. En se rapprochant les deux plateaux compriment le raisin. Au desserrage, les plateaux libèrent le résidu. Toutefois ce résidu comprimé est très dur à sortir et à casser. Pour résoudre ce problème, les deux plateaux sont reliés par des chaînes qui se trouvent elles aussi dans l'amas de grappes compressées et qui lors du desserrage se tendent en émiettant le résidu.
Ces travaux s'accompagnent du dépôt de trois brevets :
- Brevet N°575813 du 4 janvier 1924 « Appareil automatique pour la marche mécanique des pressoirs »[3],
- Brevet N°600556 du 3 juin 1925 « Pressoir horizontal à cage tournante et bêchage automatique »[4], et
- Brevet N°633066 du 22 avril 1927 « Pressoir horizontal à cage tournante avec plateaux bois, à rotule »[5].

En 1929, l'entraînement de la cage tournante et des vis de serrage est obtenu au moyen d'un moteur et d'une boîte de vitesses.

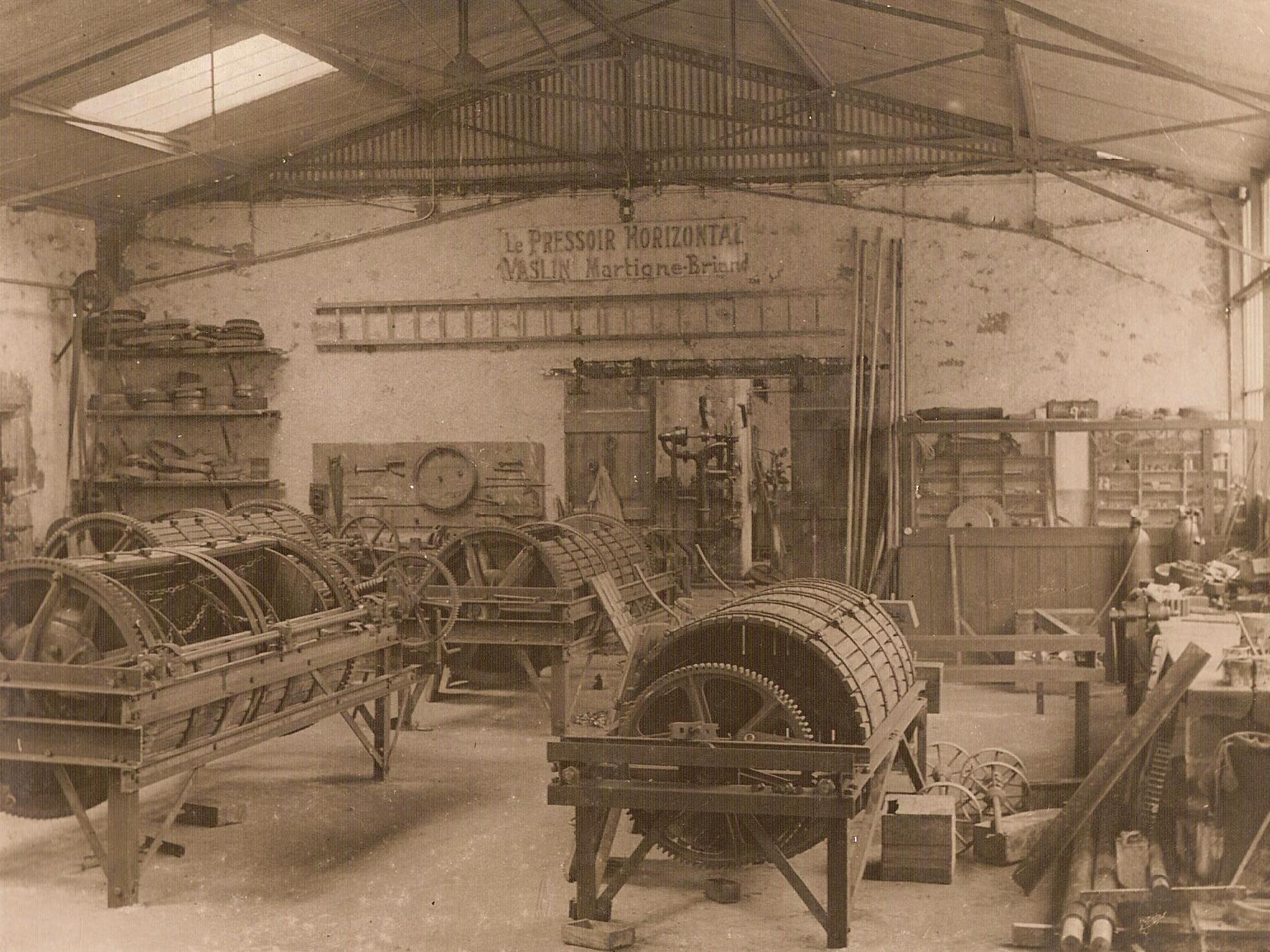
Atelier de fabrication et de montage des pressoirs Vaslin à Martigné Briand (49)

Jusqu'en 1946 la fabrication est réalisée à Martigné-Briand (49). 440 pressoirs sortent ainsi des ateliers Vaslin entre 1856 et 1946 .

### Constructions chalonnaises
Le 12 février 1946, le fonds de commerce et les brevets de Joseph Vaslin sont cédés à M.Gaston Bernier, dont la société « Constructions méca-métalliques chalonnaises », à Chalonnes-sur-Loire (49), perfectionne encore les pressoirs avant d'être cédée en 1986 au groupe Bucher Industries qui les remplace progressivement par des pressoirs pneumatiques. En 2006, l'entreprise de Chalonnes-sur-Loire (49) devient Bucher Vaslin.